# Französische Butterdose

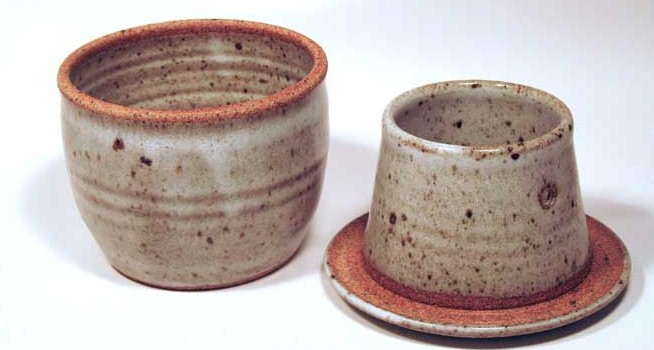
Geöffnete französische Butterdose. Das rechte Gefäß wird mit Butter gefüllt und kopfüber in das mit etwas Wasser gefüllte linke Gefäß gestellt.

Eine französische Butterdose ist ein Gefäß zur Aufbewahrung von Butter. Sie dient dazu, die Frische und die streichfähige Konsistenz der Butter auch ohne Kühlung zu erhalten. Die Form des Keramikgefäßes wurde im späten 19. Jahrhundert in Frankreich entwickelt. Die kleine Keramiktasse wird mit Butter gefüllt und dann kopfüber in die mit etwas Wasser gefüllte größere Tasse gestellt. Durch das Wasser wird die Butter abgedichtet und der Luftsauerstoff wird von der Butter ferngehalten. Wenn das Wasser regelmäßig (etwa alle 2–3 Tage) gewechselt wird, keine Verschmutzungen wie Krümel in die Butter kommen und bei der Lagerung Temperaturen von 27 °C nicht überschritten werden, hält sich die Butter ohne Kühlung etwa einen Monat.

## Geschichte
Die französische Butterdose wurde vermutlich in Vallauris, Frankreich, entwickelt. Vallauris ist für sein Töpferhandwerk bekannt. Andererseits wird ein Ursprung in der Bretagne oder Normandie, die beide für ihre Butterproduktion bekannt sind, vermutet. 
In den 1970er und 1980er Jahren wurde die französische Butterdose von Töpfern auf Handwerksmessen und in Kunstboutiquen vertrieben. In dieser Zeit wurde auch „französische Butterdose“ zum bevorzugten Begriff und später auch von Töpfern in Europa übernommen. Gegen Ende des 20. Jahrhunderts wurde die Butterdose so beliebt, dass auch industriell hergestellte Versionen auftauchten.